# Skillet
Skillet – amerykański zespół grający rock chrześcijański, pochodzący z Memphis w stanie Tennessee w USA, utworzony w 1996 roku.
Zespół składa się z 4 osób: John Cooper (wokal, gitara basowa), Korey Cooper (gitara elektryczna, wokal), Seth Morrison (gitara elektryczna), Jen Ledger (perkusja, wokal). Piosenki zespołu: „Hero” i „Monster” stały się bardzo znane i trafiły do gry firmy THQ „SmackDown vs Raw 2010”.

## Muzycy
Obecny skład zespołu
- John Cooper – wokal prowadzący, gitara basowa (od 1996)
- Korey Cooper – gitara rytmiczna, instrumenty klawiszowe, wokal wspierający, gitara basowa (od 2000)
- Jen Ledger – perkusja, wokal prowadzący, wokal wspierający (od 2008)
- Seth Morrison – gitara prowadząca, wokal wspierający (od 2011)

Byli członkowie zespołu
- Kevin Haaland – gitara prowadząca (1999–2001)
- Ben Kasica – gitara prowadząca (2001–2011)
- Trey McClurkin – perkusja (1996–2000)
- Lori Peters – perkusja (2000–2007)
- Jonathan Salas – gitara prowadząca (2011)
- Ken Steorts – gitara prowadząca, gitara rytmiczna (1996–1999)

Muzycy koncertowi
- Tate Olsen – wiolonczela (od 2008)
- Billy Dawson – gitara rytmiczna (2000)
- Faith Stern – instrumenty klawiszowe, wokal (2002–2003)
- Chris Marvin – gitara rytmiczna, wokal wspierający (2002–2003, 2005–2006)
- Andrea Winchell – instrumenty klawiszowe (2005–2006)
- Scotty Rock – gitara basowa (2009–2011)
- Jonathan Chu – skrzypce (2008–2015)

## Dyskografia
Albumy
| Skillet                     | - Data: 5 listopada 1996 - Wydawca: Ardent/Sparrow          | –   | –  | – | — |                  |                        |
| Hey You, I Love Your Soul   | - Data: 21 kwietnia 1998 - Wydawca: Ardent/ForeFront        | –   | –  | – | — |                  |                        |
| Invincible                  | - Data: 1 lutego 2000 - Wydawca: Ardent/ForeFront           | –   | –  | – | — |                  |                        |
| Alien Youth                 | - Data: 28 sierpnia 2001 - Wydawca: Ardent                  | 141 | –  | – | — | - USA: 133 tys.+ |                        |
| Collide                     | - Data: 18 listopada 2003 - Wydawca: Lava/Ardent/SRE        | 179 | –  | – | — | - USA: 320 tys.+ |                        |
| Comatose                    | - Data: 3 października 2006 - Wydawca: Lava/Ardent/Atlantic | 55  | –  | – | — |                  | - USA: platynowa płyta |
| Awake                       | - Data: 25 sierpnia 2009 - Wydawca: Lava/Ardent/Atlantic    | 2   | –  | – | 9 | - USA: 1,3 mln+  | - USA: platynowa płyta |
| Rise                        | - Data: 25 czerwca 2013 - Wydawca: Word/Atlantic            | 4   | 16 | – | — |                  | - USA: złota płyta     |
| Unleashed                   | - Data: 5 sierpnia 2016 - Wydawca: Atlantic                 | 3   | 7  | 7 | – |                  |                        |
| Victorious                  | - Data: ----2018 - Wydawca: Atlantic                        |     |    |   |   |                  |                        |
| "—" album nie był notowany. |                                                             |     |    |   |   |                  |                        |

Albumy koncertowe
| Ardent Worship              | - Data: 29 września 2000 - Wydawca: Ardent                   | —   |
| Comatose Comes Alive        | - Data: 21 października 2008 - Wydawca: Lava/Ardent/Atlantic | 164 |
| "—" album nie był notowany. |                                                              |     |

Minialbumy
| Tytuł                | Dane dot. albumu                                      | Pozycja na liście |
| Tytuł                | Dane dot. albumu                                      | USA               |
| -------------------- | ----------------------------------------------------- | ----------------- |
| Awake and Remixed EP | - Data: 22 marca 2011 - Wydawca: Lava/Ardent/Atlantic | 98                |

Albumy wideo
| Tytuł                          | Dane dot. albumu                                             |
| ------------------------------ | ------------------------------------------------------------ |
| Alien Youth Unplugged Invasion | - Data: 19 listopada 2002 - Wydawca: Ardent                  |
| Comatose Comes Alive           | - Data: 21 października 2008 - Wydawca: Lava/Ardent/Atlantic |